# Pseudowetenschap

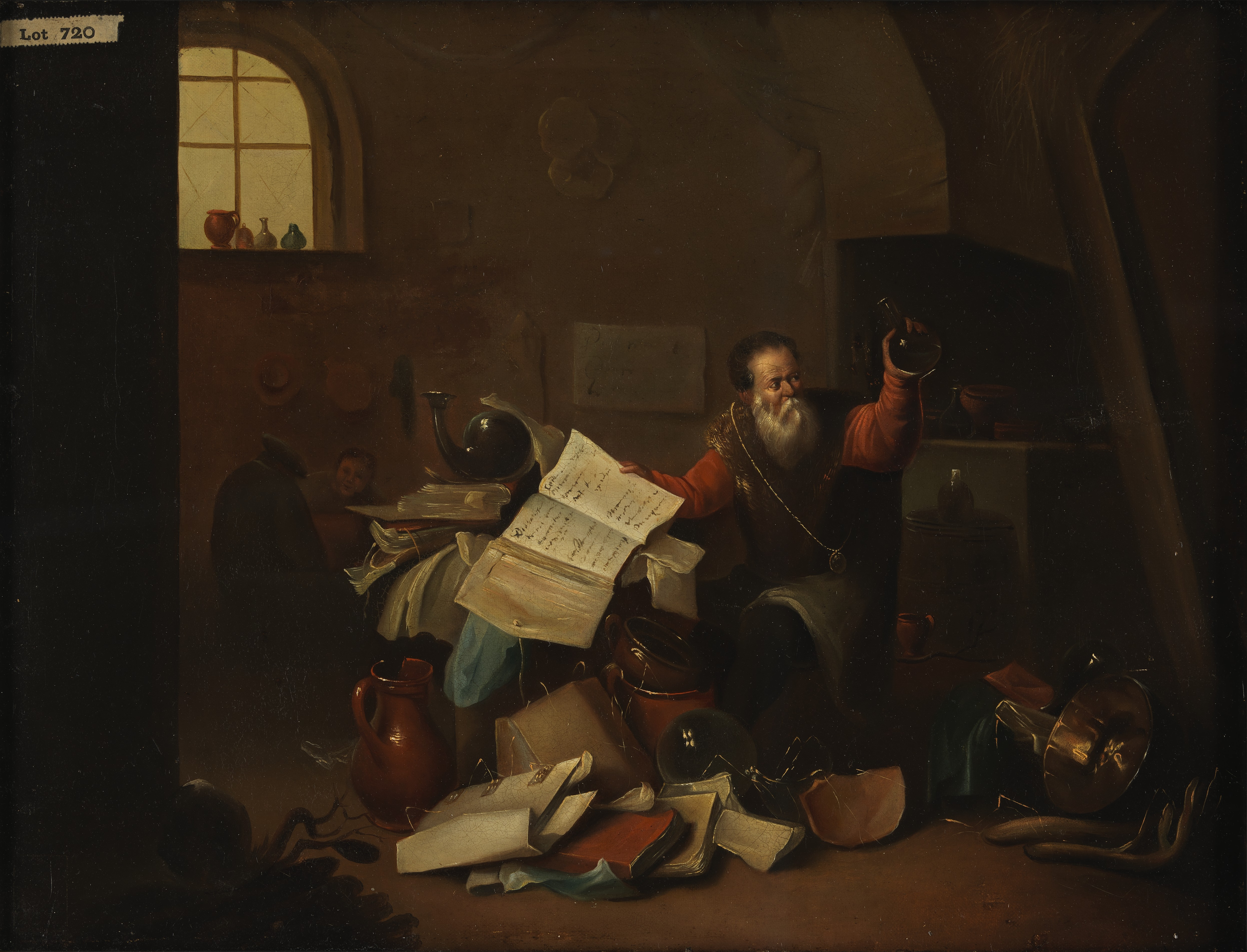
Alchemie, de voorloper van de moderne scheikunde, werd door de historicus James Pettit Andrews beschouwd als een "fantastische pseudowetenschap"

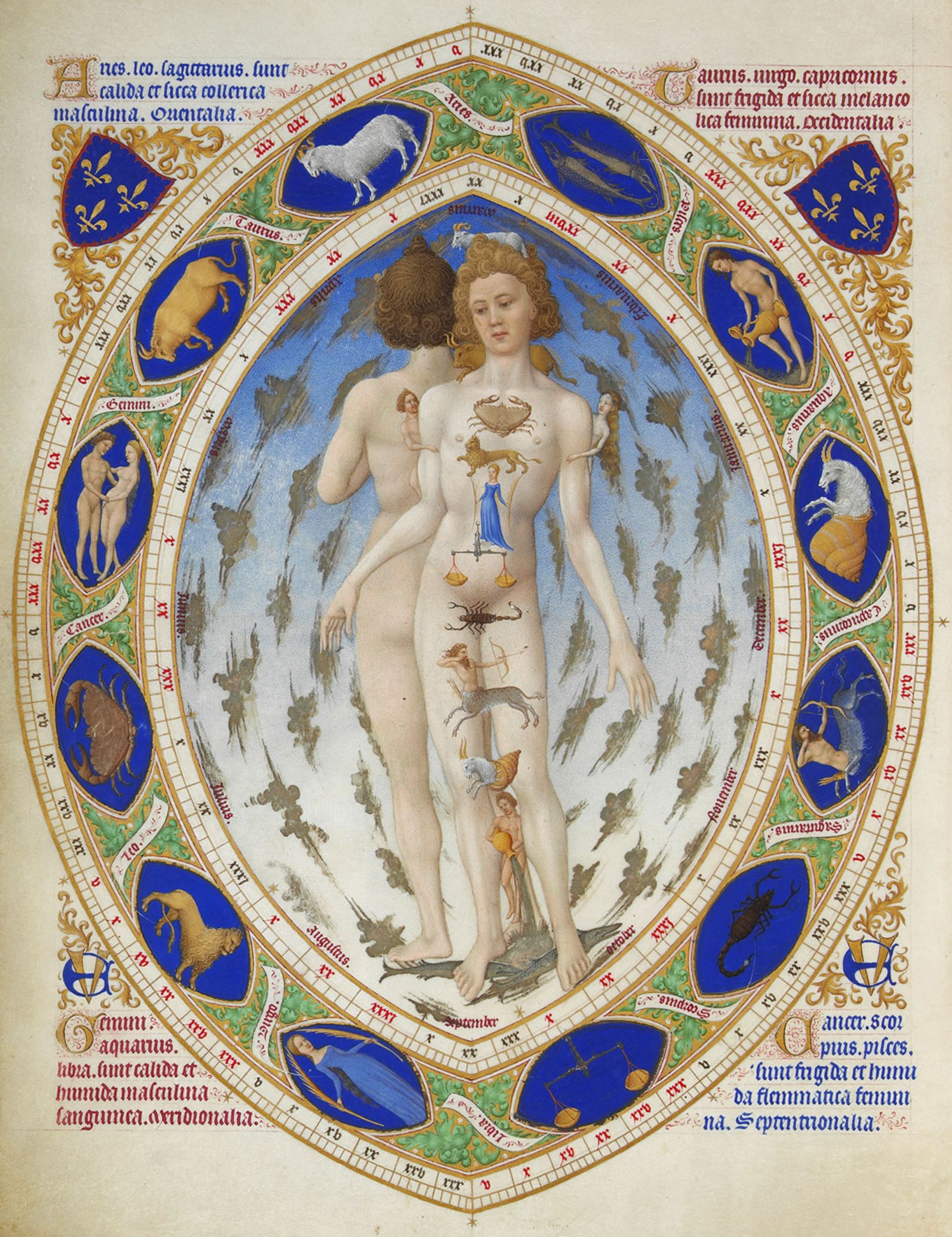
Astrologie werd eeuwenlang als een wetenschap geaccepteerd

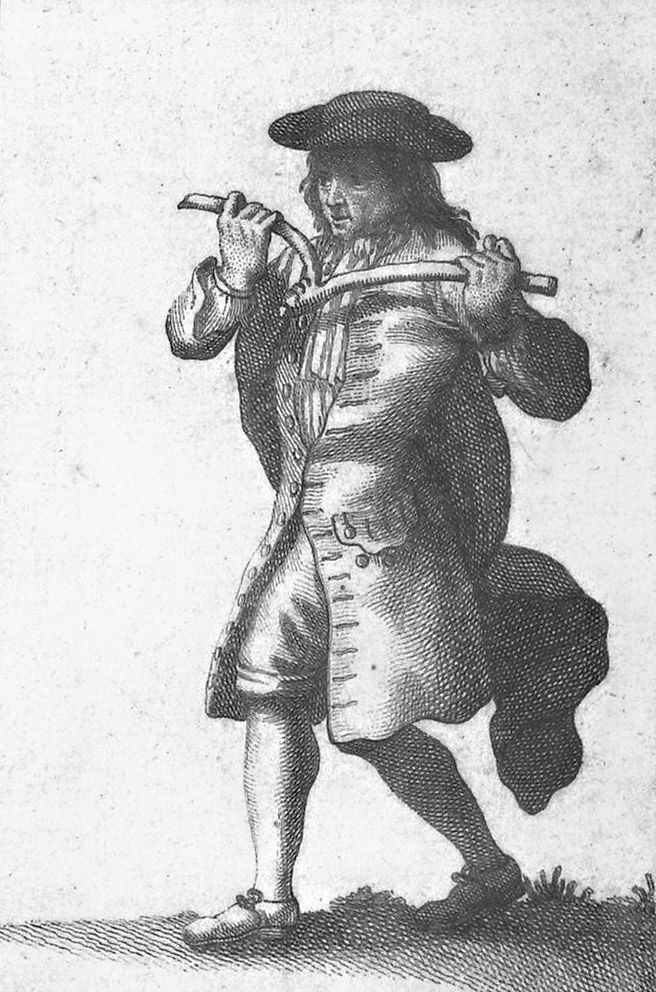
Wichelroedeloper, 18e eeuw

Pseudowetenschap is een verzameling opvattingen of praktijken die worden gepresenteerd als wetenschappelijk, maar niet voldoen aan de criteria van de wetenschappelijke methode, zoals toetsbaarheid, falsifieerbaarheid en empirisch bewijs.

## Etymologie
Het woord pseudowetenschap is een vernederlandsing van het Frans-Engelse pseudo-science, dat een samenstelling is van Oudgrieks ψευδής, pseudēs ("vals, onwaar") en Latijn scientia (oorspronkelijk: "kennis"), hetgeen vertaald wordt met het Nederlandse woord wetenschap.
Hoewel de term minstens sinds de 18e eeuw bestaat (in 1796 gebruikt om te verwijzen naar alchemie), lijkt het concept pseudowetenschap als onderscheiden van echte of juiste wetenschap midden 19e eeuw te zijn opgekomen. Het oudst bekende gebruik van het begrip was van de Franse fysioloog François Magendie in 1843. Een van de eerste vermeldingen van het woord pseudowetenschap in het Engels was in 1844 in het Northern Journal of Medicine, I 387: "Dat tegenovergestelde soort innovatie van wat men erkend heeft als een tak van de wetenschap, waarvan men zegt dat het een pseudowetenschap was, slechts samengesteld met zogenaamde feiten, verbonden door misvattingen onder het mom van natuurwetten". Vanaf de 20e eeuw wordt het woord pseudowetenschap in de wandeling gebruikt om een praktijk aan te wijzen die een wetenschappelijke status heeft verkregen en ten onrechte heeft behouden. In een sociologische context kwam dit begrip rond 2004 in gebruik om erop te wijzen dat niet alleen wetenschapsmensen toegang tot betrouwbaar onderzoek en feitelijke waarheid hebben: de eenstemmigheid is onder hen niet zo groot is als men aanneemt.

## Pseudowetenschap versus wetenschap
De criteria voor het afgrenzen van wetenschap en pseudowetenschap zijn binnen de wetenschappelijke gemeenschap omstreden: nodig werd namelijk een nadere specificatie van de criteria voor valide onderzoeksmethoden en de verschillende ingebrachte mogelijkheden hiertoe hebben in de wetenschapstheoretische discussies van de laatste decennia tot controversiële debatten geleid. Hierbij werden criteria aangevoerd als falsifieerbaarheid, intersubjectieve controleerbaarheid of openheid ten opzichte van de mogelijkheid tot correctie of aanpassing van theoretische en paradigmatische modellen. Als criteria voor het aan het licht brengen van pseudowetenschap ontstond onder meer wetenschappelijke discussie over de volgende thema's: systematische immunisering tegen kritiek, ongerechtvaardigde selectie van en selectiecriteria ten opzichte van empirische gegevens, het voorstaan van een gesloten alternatief (waar of niet waar) in plaats van een stap voor stap voortgaande uitbouw van huidige theorievorming en onderzoekspraktijk.
Hierbij dient tevens gewezen te worden op het belang van voortgaande theorie- en methodenaanpassing, omdat zogenaamde 'feiten' wetenschapsfilosofisch gezien, alleen 'betekenis' kunnen krijgen of zelfs als feit onderkend, wanneer ze passen binnen reeds bekende theoretische kaders. Hier ligt ook een probleem in de discussie over de grens tussen wetenschap en pseudowetenschap of bijvoorbeeld tussen reguliere en alternatieve geneeswijzen: immers als wetenschappelijke theorie- en paradigmavorming zich voortdurend vernieuwt, kunnen feiten of onderzoeksresultaten die daar nú niet in passen, dat in de toekomst wel gaan doen.
De grens tussen pseudowetenschap en 'echte wetenschap' is dus vaak gradueel en daarom niet altijd duidelijk. Daarom is er gezocht naar een zogenaamd demarcatiecriterium: een criterium dat de grens ('demarcatie') tussen wat voor het ogenblik tot echte wetenschap wordt gerekend en wat behoort tot het domein van de pseudowetenschap.
Het demarcatiecriterium van Karl Popper is erg bekend geworden. Popper stelde dat de wetenschap falsifieerbare uitspraken dient te produceren. Als een bepaalde theorie getoetst kan worden, dan kan het echte wetenschap zijn, hoe vreemd of verbazingwekkend de uitspraken of voorspellingen ook zijn.
Popper spreekt van wetenschap als er een situatie kan worden bedacht - zonder dat die zich noodzakelijk voordoet - die een hypothese eventueel zou kunnen ontkrachten. Anders gezegd: wanneer niet wordt aangegeven op welke manier een hypothese ontkracht kan worden, is er sprake van onwetenschappelijkheid. Zo was de overtuiging dat atomen de kleinste deeltjes zijn van materie dus een zeer wetenschappelijke hypothese: ze werd pas ontkracht door de ontdekking van subatomaire deeltjes als elektronen en protonen. Popper gebruikt dus het argument van de falsifieerbaarheid van hypotheses om wetenschap van pseudowetenschap te onderscheiden. Ook de wijze van toetsen kan echter in voorkomende gevallen als pseudowetenschappelijk worden beoordeeld (zie onder), of er kan een fout zitten in het experiment. Het handhaven van een theorie die in strijd is met de uitkomsten van bepaalde wetenschappelijke experimenten is niet noodzakelijk pseudowetenschap.
Er zijn ook gevallen bekend van studiegebieden die oorspronkelijk werden beschouwd als pseudowetenschappelijk, maar die nu, doordat de wetenschappelijke kennis erover sterk is toegenomen, aanvaard worden als geldige hypothesen. Voorbeelden hiervan zijn: de continentverschuiving, kosmologie, bolbliksem en stralingshormese.
Thomas Kuhn trachtte het grijze gebied tussen pseudowetenschap en 'echte wetenschap' meer vanuit een historisch-relativistisch dan een streng-methodologisch perspectief te benaderen en introduceerde daartoe omstreeks 1970 het begrip protowetenschap:
In any case, there are many fields – I shall call them proto-sciences – in which practice does generate testable conclusions but which nevertheless resemble philosophy and the arts rather than the established sciences in their developmental patterns. I think, for example, of fields like chemistry and electricity before the mid-eighteenth century, of the study of heredity and phylogeny before the mid-nineteenth, or of many of the social sciences today. In these fields, too, though they satisfy Sir Karl's [ Popper's] demarcation criterion, incessant criticism and continual striving for a fresh start are primary forces, and need to be. No more than in philosophy and the arts, however, do they result in clear-cut progress. I conclude, in short, that the proto-sciences, like the arts and philosophy, lack some element which, in the mature sciences, permits the more obvious forms of progress. It is not, however, anything that a methodological prescription can provide. Unlike my present critics, Lakatos at this point included, I claim no therapy to assist the transformation of a proto-science to a science, nor do I suppose anything of this sort is to be had. – Thomas Kuhn, Criticism and the growth of knowledge
Sinds Kuhn is er minder aandacht voor het demarcatiecriterium. Betwijfeld wordt of er eenduidige criteria zijn die beschrijven wat wetenschap is. De wetenschapsfilosoof Feyerabend was een belangrijk criticus van het uitgangspunt dat er universele methodologische regels van wetenschapsbeoefening zouden bestaan. Het streven te werk te gaan volgens dergelijke regels staat volgens Feyerabend zelfs de voortgang van de wetenschap in de weg.

## Pseudowetenschap versus protowetenschap

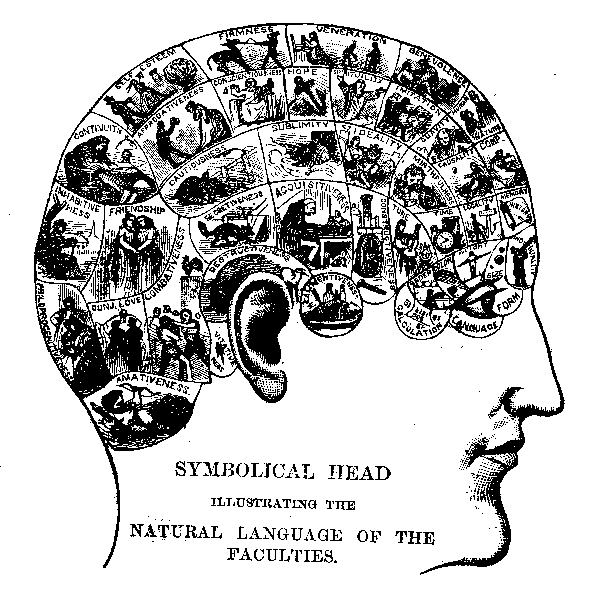
19e-eeuwse frenologische kaart. Frenologen beweerden dat ze persoonlijkheidskenmerken konden aflezen aan de vorm van de schedel

Pseudowetenschap is te onderscheiden van protowetenschap door te bekijken of een wetenschappelijke methode is gebruikt. Protowetenschap kan worden gedefinieerd als speculatie of een hypothese waarvan een adequate toetsing volgens de wetenschappelijke methode nagestreefd wordt maar nog moet plaatsvinden. Pseudowetenschap daarentegen wordt gekenmerkt door toetsen met (al dan niet verborgen) sturende aannames, met voorgeselecteerde gegevens, met fouten in de gehanteerde logica of waarvan de uitkomsten op vooringenomen wijze worden geïnterpreteerd. In andere gevallen wordt toetsing opzettelijk nagelaten of onmogelijk gemaakt.
Toch is het vaak moeilijk om pseudowetenschap te ontmaskeren aangezien zij zich meestal immuniseert tegen kritiek.

## Identificatie van pseudowetenschap
Een theorie of opvatting kan als pseudowetenschap geclassificeerd worden wanneer deze voldoet aan de volgende voorwaarden:
1. zij wordt gepresenteerd alsof zij consistent is met de gangbare criteria voor wetenschappelijk onderzoek, maar
2. het is aantoonbaar dat zij niet aan de wetenschappelijke criteria voldoet, met name door verkeerd gebruik van de wetenschappelijke methode.[15]

Bepaalde onderwerpen kunnen om verschillende redenen als pseudowetenschappelijk beschouwd worden. Karl Popper beschouwde de astrologie als pseudowetenschappelijk, omdat astrologen hun beweringen vaak zo vaag houden, dat ze nooit kunnen worden weerlegd. Paul Thagard daarentegen beschouwt de astrologie als pseudowetenschappelijk omdat de beoefenaars niet of nauwelijks inspanning leveren om hun theorie verder te ontwikkelen, hun theorie niet kritisch evalueren in relatie tot andere theorieën, en omdat ze selectief omgaan met bewijzen. Bovendien stelde Thagard dat pseudowetenschap meer focust op overeenkomsten dan op oorzakelijke verbanden.
Wetenschap kan onderscheiden worden van geloof in een openbaring, en van spiritualiteit, omdat zij geen rekening houdt met bovennatuurlijke verklaringen. Inzichten die gebaseerd zijn op (vermeende) goddelijke inspiratie of openbaring, worden - zoals al eerder gezegd - niet beschouwd als pseudowetenschap, zolang ze niet beweren wetenschappelijk te zijn, of gevestigde wetenschappelijke inzichten trachten omver te werpen.
Wetenschapspopularisatie kan leiden tot pseudowetenschap wanneer er niet voldaan wordt aan wetenschappelijke criteria. Onder het publiek kan hierdoor de scheiding tussen wetenschap en pseudowetenschap vager worden. Sciencefiction is hier soms een voorbeeld van.

### Kenmerken
De volgende kenmerken kunnen dienen ter identificatie van pseudowetenschap:
- Er worden vage beweringen gedaan, die niet ondersteund worden door precieze metingen.[18]
- Geen passende controles.
De homeopathie wordt bijvoorbeeld vaak verweten dat de effecten van homeopathische geneesmiddelen niet groter zijn dan het effect van placebo's.
- Geen gebruik maken van het principe van parsimonie: wanneer er meerdere verklaringen mogelijk zijn wordt niet gebruikgemaakt van de eenvoudigste verklaring (dat is de verklaring waarvoor de minste aannames nodig zijn). Zie ook Ockhams scheermes.[19]
- Gebruik van verdoezelend taalgebruik, en misbruik van (schijnbaar) technisch of wetenschappelijk jargon. Een kenmerkend voorbeeld hiervan is het gebruik van de term energie in diverse pseudowetenschappen zonder dat daarmee de natuurwetenschappelijke grootheid lijkt te worden bedoeld.
- Dogmatisch vasthouden aan opvattingen, denkbeelden, theorieën van vroeger. Wars van het implementeren van nieuwe inzichten.
- Soms kan er sprake zijn van een verdienmodel.
- De voorwaarden waaronder de theorie van toepassing is, worden niet omschreven. Bij de meeste wetenschappelijke theorieën wordt duidelijk omschreven onder welke voorwaarden de voorspelde fenomenen zullen plaatsvinden.[20]
- Het uiten van beweringen die niet falsifieerbaar zijn.[21]
- Onterechte conclusies, bijvoorbeeld doordat een oorzakelijk verband ontbreekt tussen op elkaar volgende verschijnselen (Post hoc, propter hoc).[22]
- Stellen dat beweringen waarvan niet bewezen is dat ze onjuist zijn, dus waar moeten zijn.[23]
- Sterk bouwen op persoonlijke getuigenissen, casussen en op anekdotes. Deze zaken kunnen wel nuttig zijn voor het opstellen of ter illustratie van hypotheses, maar niet voor het toetsen van hypotheses.[24]
- Selectief gebruik van experimenteel bewijs: gegevens (data) die de beweringen ondersteunen worden uitvoerig gepresenteerd, maar data die de beweringen weerspreken worden opzij geschoven.[25]
- Omgekeerde bewijslast. In de wetenschap moet degene die de beweringen doen het bewijs leveren. Het kan pseudowetenschappelijk zijn om de critici te vragen aan te tonen dat de bewering onjuist is, terwijl er onvoldoende inspanningen zijn geleverd om aan te tonen dat de bewering juist is.
Voor een nieuwe therapeutische behandeling moet bijvoorbeeld eerst bewijs geleverd worden dat deze werkt.[26]
- Gebrek aan openheid. Om een onderzoek te kunnen controleren, moeten de relevante gegevens beschikbaar zijn voor andere wetenschappers. Resultaten moeten reproduceerbaar zijn.[27]
- Geen vooruitgang, er komt geen nieuw bewijs beschikbaar, en de theorie ontwikkelt zich niet verder. Wetenschappelijke theorieën zijn voortdurend in ontwikkeling, afhankelijk van het bewijs dat beschikbaar komt.[28] De astrologie zou bijvoorbeeld de afgelopen twee millennia nauwelijks veranderd zijn.[29]
- Gebrek aan zelfcorrectie. In wetenschappelijke onderzoeksprogramma's worden wel degelijk fouten gemaakt, maar ze worden na verloop van tijd weer gecorrigeerd bij voortschrijdend inzicht.[30] Kenmerkend voor pseudowetenschappelijke theorieën is dat ze niet aangepast worden aan empirische gegevens die ermee in strijd zijn.[31]
- Het verzinnen van bronnen[32] en het citeren uit niet bestaande of ontoegankelijke werken.[33]

## Voorbeelden van pseudowetenschap

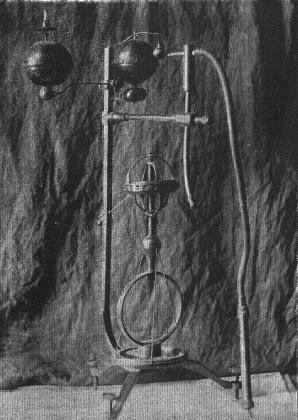
Apparaat om orgon, ofwel 'primordiale kosmische energie', te meten, ontworpen door de Poolse ingenieur Franciszek Rychnowski naar aanleiding van de theorieën van Wilhelm Reich

Pseudowetenschap kan zeer diverse vormen aannemen. Bekende gebieden, waarbinnen regelmatig uitspraken worden gedaan of "onderzoeken" worden aangehaald die als pseudowetenschappelijk kunnen worden gekwalificeerd, zijn alternatieve geneeswijzen, buitenaards leven, grafologie, synchroniciteit en parapsychologie en het creationisme. 
Niet weinig reclameboodschappen of 'commercials' in de geschreven of elektronische pers verheffen uitspraken of vermoedens omtrent (bestanddelen van) de verkoopwaar plompverloren tot bewijzen van effectieve werkzaamheid. Het motief hiervoor is meestal baatzucht en niet trouw aan de wetenschap.
Alternatieve geneeswijzen
De werking van alternatieve geneeswijzen is veelal niet systematisch onderzocht, bestaat uitsluitend uit casuïstiek of niet gereproduceerde onderzoeksresultaten. Wanneer dan toch over een bewezen effekt gesproken wordt, is dat pseudowetenschappelijk. De populairste alternatieve geneeswijze in Belgie is homeopathie , met een jaarlijks verbruik van 5,8% (2004, België). Ondanks uitgebreid onderzoek is de werking ervan onbewezen.
Andere voorbeelden van alternatieve geneeswijzen: reflexologie, handoplegging, gebedsgenezing, acupunctuur, chiropraxie, urinetherapie en signatuurleer.
Creationisme
Veel creationisten menen dat het scheppingsverhaal in Genesis historisch feitelijk gebeurd is en beschouwen dit als een volwaardig alternatief voor de evolutietheorie van Charles Darwin voor het ontstaan van soorten. Zij menen hun overtuiging te kunnen onderbouwen met wetenschappelijke argumenten.
In Amerika zijn er creationistische groeperingen die een "Creation Science" propageren.
Ufologie
Het UFO-onderzoek, de ufologie, heeft sterke pseudowetenschappelijke trekken, meer bepaald de opvattingen die in ufologenkringen circuleren, zoals ruimtevaartuigen die sneller dan het licht vliegen, de oorsprong van graancirkels, complottheorieën en de methodes om deze UFO-fenomenen te onderzoeken. Er circuleren ook heel wat beweringen, dat de aarde zou zijn bezocht door buitenaardse wezens.
De opvattingen van Immanuel Velikovsky
De Russisch/joodse academicus en schrijver Immanuel Velikovsky (1895-1979) is bekend geworden door publicaties over kosmische bewegingen en chronologie van de antieke wereld. Zijn boek Werelden in botsing (in het Engels in 1950, in 1971 in vertaling in Nederland verschenen) stond in de Verenigde Staten in de jaren 1950 wekenlang in de top tien. Zijn denkbeelden zijn door de gevestigde wetenschap altijd afgedaan als pseudowetenschap. Zelf beschouwde hij zich als een miskend genie en vergeleek zich met de als ketter verbrande filosoof Giordano Bruno.
Andere voorbeelden:
- Aardstralen
- Astrologie
- Auralezen
- Biogeometrie
- Bioritme (theorie)
- Chiromantie (handlezen)
- Frenologie
- Grafologie
- Neurolinguïstisch programmeren
- Numerologie
- Parapsychologie
- Piramidologie
- Reflexologie
- Toegepaste kinesiologie
- Wetenschappelijk racisme

## Onderzoek
Verenigingen die zich bezighouden met kritisch onderzoek naar en wetenschappelijke informatie verschaffen over onder andere pseudowetenschappen, zijn het Nederlandse Stichting Skepsis en SKEPP in Vlaanderen.